# Coon song

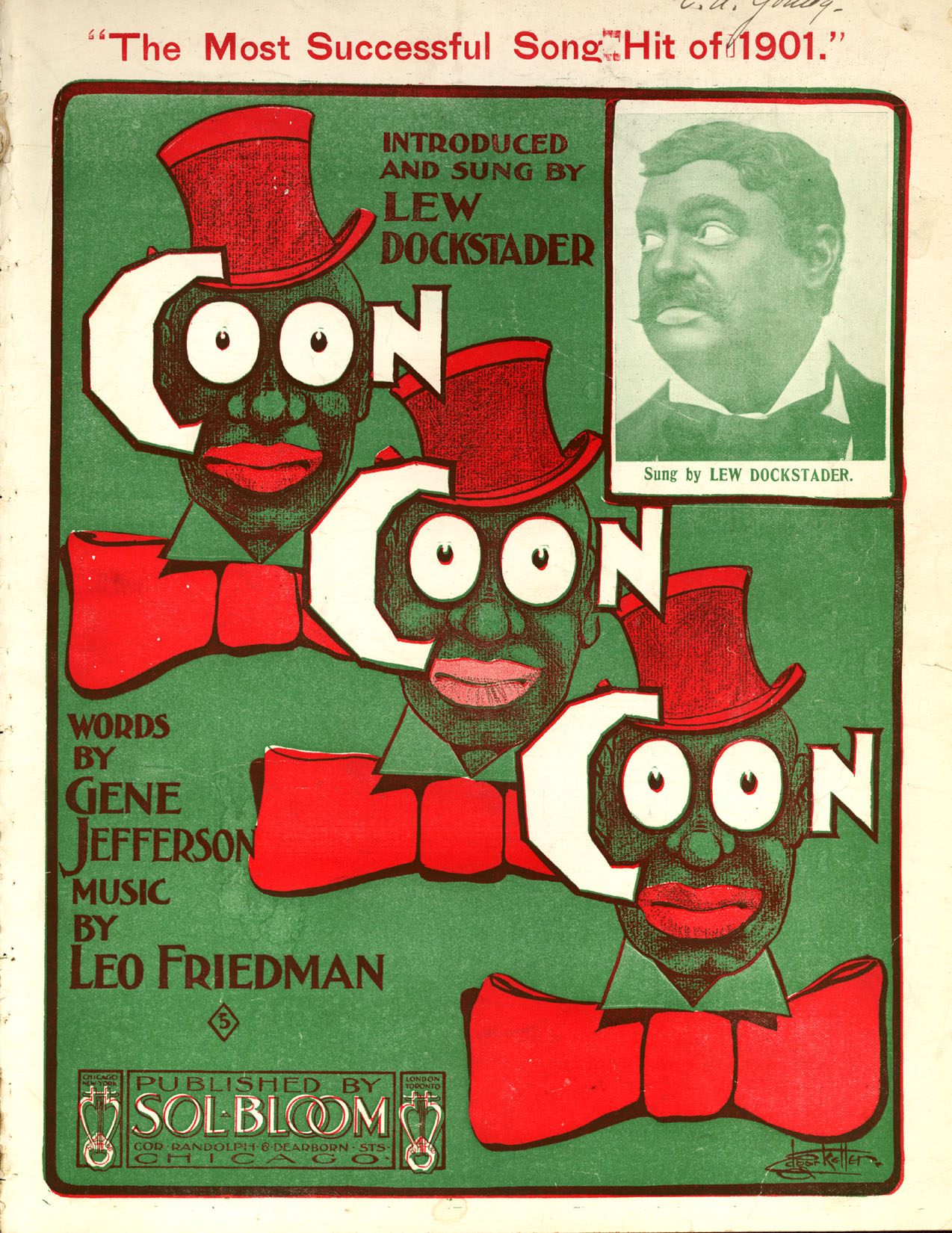
Partitura per "Coon, Coon, Coon", autodefinita "La canzone di maggior successo del 1901" con inserto fotografico della star del Minstrel show Lew Dockstader in blackface.

Il coon song fu un genere musicale utilizzato fra la fine dell'Ottocento e i primi anni del Novecento negli Stati Uniti prevalentemente negli spettacoli Minstrel show.
In essi il nero, chiamato col nomignolo dispregiativo coon, veniva presentato con derisione ed affetto: da una parte si pretendeva che ogni nero fosse a prescindere un omaccione tonto e buono di cuore, dall'altra lo si rappresentava dandy, che tentava invano di imitare il modo di vestire dei bianchi risultando goffo e impacciato.